# Space Hulk
Space Hulk ist ein Brettspiel aus dem Jahr 1989 der britischen Firma Games Workshop. Die Handlung des Spiels ist inhaltlich im Warhammer-40.000-Universum angesiedelt.
Das Spiel besteht aus einem variablen Spielfeld, welches sich aus einzelnen Kartonelementen von unterschiedlicher Länge und Breite zusammensetzt. Die Teile des Spielfeldes lassen sich wie Puzzleteile verbinden und stellen Gänge und Räume eines aufgegebenen Raumschiffes dar. Wie dieses Spielfeld aufgebaut wird, entnimmt man dem Missionsbuch, oder selbst zusammengestellten Missionen, wie man sie im Internet in entsprechenden Communitys findet. Das Spielfeld bildet das „Space Hulk“, ein riesiges Raumschiffswrack, das ohne Antrieb durch die Tiefen des Universums treibt – analog zum Schiffstyp Hulk.
Ein Spieler übernimmt die Rolle der imperialen Space Marines, ein anderer übernimmt die Rolle der gegnerischen Symbionten (englisch: Genestealers) der Tyraniden.
Ziel des Spieles ist es, den jeweiligen Gegenspieler zu vernichten oder ein bestimmtes Missionsziel zu erfüllen.

## Erweiterungen und Versionen
- Bei Games Workshop erschienen drei Erweiterungen: Deathwing (1990)[2], Genestealer (1990)[3], Campaigns (1991)[4].

- Das Grundspiel der ersten Edition erschien in Kooperation mit Welt der Spiele 1993 ebenfalls auf Deutsch.

- 1996 erschien die zweite Edition bei Games Workshop auf Englisch und Deutsch[5].

- Seit dem 17. August 2009 konnte in Deutschland die limitierte dritte Edition Space Hulk vorbestellt werden. Die dritte Edition erschien u. a. auch auf Deutsch[6] und war bereits kurz nach Veröffentlichung vergriffen.

- Die vierte Edition erschien 2014[7], bisher nur auf Englisch.

## Auszeichnungen
Space Hulk wurde 1989 der Origins Award als Best Fantasy or Science Fiction Boardgame verliehen. Die zweite Erweiterung, Genestealer, gewann den gleichen Preis im Jahr darauf.

## Adaptionen
1993 veröffentlichte Electronic Arts mit seinem Titel Space Hulk die erste Adaption des Brettspiels als Computerspiel für MS-DOS, PC-98 und Amiga. 1995 folgte das weiterentwickelte Space Hulk: Vengeance of the Blood Angels (auch Space Hulk 2 genannt; Abkürzung des Untertitels: VotBA) für PC, PlayStation, Sega Saturn, und 3DO.
In beiden Spielen wurde der originale, rundenbasierte Spielzyklus des Brettspiels durch eine Mischung aus Echtzeit- und (vorwiegend im begrenzt verfügbaren Pausemodus durchgeführten) Taktikphasen ersetzt. Dies und andere Umstände machen die besagten Taktik-Shooter zu keiner exakten Umsetzung des Brettspiels. Die Darstellung erfolgt jedoch in nur einer Ebene und das Spiel nutzt ausschließlich strikte 90°-Biegungen bei den Korridoren.
Beide Spiele hatten weder einen hohen Bekanntheitsgrad in der Spielszene, noch den damit verbundenen nennenswerten Markterfolg.
2013 kam ein neues rundenbasiertes Taktik-Spiel, ebenfalls unter dem Titel Space Hulk, für PCs (Microsoft Windows, OS X, Linux, iOS) sowie PlayStation 3, PlayStation 4, PS Vita und Wii U auf den Markt. Metacritic ermittelte einen Metascore von 58 aus 22 Kritiken.